# スカルク・バーガー
スカルク・ウィレム・ペトルス・バーガー・ジュニア（Schalk Willem Petrus Burger Jr, 1983年4月13日 - ）は、南アフリカ共和国のラグビー選手。

## プロフィール
- ポジションはナンバーエイト(No8)、フランカー(FL)。
- 身長は193cm、体重は114kg、靴のサイズは34cm。
- ニックネームはSkalla。
- ブロンドの髪がトレードマークとなっている。

## 経歴
ポート・エリザベスにて、元ラグビー選手LOのスカルク・バーガーの長男として誕生。
地元であるスーパーラグビーのストーマーズに所属する。
南アフリカU21代表を経て、2003年にスプリングボクス入りを果たし、2003年、2007年、2011年度のワールドカップ本戦にも出場した。
2014年、トップリーグのサントリーに加入。2シーズンプレーした。
2016年、サラセンズに加入。